# Nidula niveotomentosa
Nidula niveotomentosa är en svampart som först beskrevs av Henn., och fick sitt nu gällande namn av Lloyd 1910. Nidula niveotomentosa ingår i släktet Nidula och familjen Agaricaceae.   Inga underarter finns listade i Catalogue of Life.